# آمادوو نروو
آمادوو نروو (انگلیسی: Amado Nervo; ۲۷ اوت ۱۸۷۰ – ۲۴ مهٔ ۱۹۱۹) ;i که همچنین به نام خوان کریسوستومس نیز شناخته می‌شود شاعر، دیپلمات، روزنامه‌نگار، نویسنده، و فیلم‌نامه‌نویس اهل مکزیک بود. او همچنین به عنوان سفیر مکزیک در آرژانتین و اروگوئه فعالیت کرد.
او برای استفاده از استعاره و اشاره به عرفان در اشعارش شناخته شده بود از او به عنوان یکی از مهم‌ترین شاعران مکزیکی قرن نوزدهم یاد شده‌است.

## اویل زندگی
آمدو نورو در در سال ۱۸۷۰ در تپیک نایاریت متولد شد. ۹ سال بیشتر نداشت که پدرش فوت کرد. دو مرگ دیگر نیز به شدن در زندگی او تأثیرگذار بوده‌است یکی خودکشی برادرش لوئیس، که نیز یک شاعر بود، و مرگ همسرش آنا سسیلیا لویزا دائیلیس، که فقط ۱۱ سال پس از ازدواجشان بود.
تحصیلات اولیه را در مدرسه سن لوئیس گونزگا واقع در ژاکونا، میچوآکان گذراند. پس از فارغ‌التحصیلی، او در دانشکده کاتولیک روم در نزدیکی زامورا تحصیل کرد. مطالعات او در این دانشکده شامل علم، فلسفه و سال اول قانون بود. در اینجا بود که نروو به نظریه‌های عرفانی علاقه‌مند گشت که در برخی از آثار اولیه او منعکس شده‌است.
او بعداً به مزاتلان نقل مکان کرد، جایی که او به‌طور متناوب در دفتر وکالت بود و به عنوان روزنامه‌نگار برای (The Evening Mail) کار می‌کرد و به حرفه‌اش ادامه داد تا شاعر، روزنامه‌نگار و دیپلمات بین‌المللی موفق شود.

## حرفه

### نوشتن
در سال ۱۸۹۴، نروو کار خود را در مکزیکو سیتی ادامه داد و با کارهای لوئیس گ. اوربینا، تابلوادا، داوالوس، روبن داریو، خوزه سانتوس چاکانو و کامپامور آشنا شد. او در طول این سال‌ها در زمینه روزنامه‌نگاری و گزارش خبری به رشد خود ادامه داد همان‌طور که وی همچنان به همکاری خود با El Universal, El Nacional, و El Mundo ادامه داد.
در اکتبر ۱۸۹۷ مسول بخش ویژه‌ای ال ماندو شد.
پس از انتشار رمان  El bachiller و کتاب‌های شعر او از جمله Místicas و Perlas Negras (مروارید سیاه) نروو شهرت ملی را در جامعه ادبی به دست آورد.
نروو نخستین سال‌های قرن بیستم را در اروپا و به ویژه در پاریس گذراند و در آنجا خبرنگار آکادمی مکزیکانا د لا لنگوا بود.

### دیپلماسی بین‌المللی
وقتی نروو به مکزیک بازگشت، به عنوان سفیر مکزیک در آرژانتین و اروگوئه منصوب شد.

## زندگی شخصی
آمادوو در سال ۱۹۰۱ در پاریس با همسرش ملاقات کرد و با ازدواج کرد تا سال ۱۹۱۲ که همسر او درگذشت. از غم و اندوه از دست دادن همسرش آمادوو یکی از مهم‌ترین آثارش به نام La Amada Inmóvil را نوشت.

## مرگ
به دنبال مرگ آمادوو نروو در مونته‌ویدئو در اروگوئه رئیس جمهور اروگوئه، بالتاسار بروم دستور داد که بدن او به مکزیک بازگردد.
نروو در تاریخ ۱۴ نوامبر ۱۹۱۹ وارد مکزیکو سیتی شد.

## یادبودها
- موزه آمادو نورو عکس‌ها و نوشته‌های نرو را نمایش می‌دهد. این موزه در خانه‌ای که در آن متولد شد، در خیابان که اکنون نام او را دارد واقع است.
- بزرگراه دولهای دورانگو در سن خوزه به نام نروو نامگذاری شده‌است.
- فرودگاه بین‌المللی آمادوو نروو، فرودگاه اصلی کشور مکزیک در ایالت نایاریت، واقع در تپیک نیز به نام او نامگذاری شد.
- مؤسسه آمادو نورو در کامگارو، چیواهوا
- در سال ۱۹۲۹، نویسنده مکزیکی فرانسیسکو مونته یک مقاله پژوهشی در مورد نروو را به نام «آمادوو نروو» نوشت.
- در سال ۱۹۴۳، شاعر مکزیکی برناردو اورتیز دی مونتلوانو یک اثر بیوگرافی در مورد نروو را تحت عنوان «Figura, amor y muerte de Amado Nervo» نوشت.

در سال ۲۰۰۲، کارلوس مونسیویس، روزنامه‌نگار و فعال سیاسی مکزیک مقاله ای با عنوان «Yo te bendigo, vida»، که در مورد آمدو نورو بود، نوشت.
- در سال ۲۰۰۶، هنرمند موسیقی رودریگو د لا کادنا آهنگی که شعری از موسیقی نروو بود را منتشر کرد.

## آثار

### رمان‌ها
- El bachiller (1895).
- El donador de almas (1899).
- El diablo desinteresado (1916).

### شعر
- Perlas negras (1896).
- Místicas (1898).
- Poemas publicada en París (1901).
- El éxodo y las flores del camino (1902).
- Lira heroica (1902).
- Los jardines interiores (1905).
- En voz perro, poesía (1909).
- Serenidad (1912).
- Elevación (1916).
- El estanque de los lotos (1919).
- El arquero divino،بعد از مرگ منتشر شد (۱۹۱۹).
- La amada inmóvil, بعد از مرگ منتشر شد (۱۹۲۲).

### داستان
- Almas que pasan (1906).
- Ellos, prosa.
- Plenitud, prosa (1918).
- Los balcones, cuento y crónica (1922).